# Swiss Open Gstaad 1981
Lo Swiss Open Gstaad 1981 è stato un torneo di tennis giocato sulla terra rossa. È la 67ª edizione dell'Swiss Open, che fa parte del Volvo Grand Prix 1981. Si è giocato al Roy Emerson Arena di Gstaad in Svizzera, dal 6 al 12 luglio 1981.

## Campioni

### Singolare
Wojciech Fibak ha battuto in finale  Yannick Noah con il punteggio di 6–1, 7–6

### Doppio
Heinz Günthardt /  Markus Günthardt hanno battuto in finale  David Carter /  Paul Kronk con il punteggio di 6–4, 6–1